# Ross-shire (circonscription du Parlement d'Écosse)
Avant les Actes d'Union de 1707, les barons comté de Ross  élisaient des commissaires pour les représenter au Parlement monocaméral d'Écosse et à la Convention des États.
Après 1708, le Ross-shire a envoyé un membre à la Chambre des communes de Grande-Bretagne.

## Liste des commissaires du comté
- 1649–50: Robert Munro d'Obsdaill[1]

Pendant le Commonwealth d'Angleterre, d'Écosse et d'Irlande, les sheriffdoms de Sutherland, Ross and Cromarty étaient représentés conjointement par un Membre du Parlement au Parlement du Protectorat à Westminster. Après la Restauration, le Parlement d'Écosse fut de nouveau convoqué pour se réunir à Édimbourg.
- 1661–63, 1685, 1689–93: Sir George Munro de Culraine and Newmore (mort en 1693)  [2]
- 1661–63, 1678 (convention), 1681–82, 1685: Sir George Mackenzie de Tarbat and Cromarty [3]
- 1665 convention: John Mackenzie de Inverlawell [4]
- 1669–74: David Ross de Balnagown [5]
- 1669–74: Sir George Mackenzie de Rosehaugh [5]
- 1678 (convention), 1681–82: Sir Roderick Mackenzie de Findone [6]
- 1685–86: Sir Donald Bayne de Tulloch [7]
- 1689–97: Sir John Munro de Foulis (mort en 1697) [1]
- 1693–1702: Sir Alexander Mackenzie de Coul[8]
- 1697–1701: Sir Robert Munro de Foulis[1]
- 1702–07: Sir Kenneth Mackenzie de Scatwell[9]
- 1702–04: Sir Kenneth Mackenzie de Gairloch (décédé en 1704)[10]
- 1704–07: George Mackenzie de Cromarty and Grandvale[11]